# Spell (EP)
Spell là mini-album thứ hai của nhóm nhạc nữ Hàn Quốc DIA, được phát vào hành ngày 13 tháng 9 năm 2016 bởi MBK Entertainment.

## Bối cảnh và phát hành
Ngày 11/8/2016,MBK Entertainment phát hành teaser cho ca khúc chủ đề Mr Potter và thông báo nhóm sẽ comeback vào giữa tháng 9.Ca khúc chủ đề nói về cậu bé nổi tiếng Harry Potter sáng tác bởi Shaun Kim.Ngày 30 tháng 8,2016,MBK Entertainment tung teaser bìa album và thông báo chính thức rằng nhóm sẽ trở lại vài ngày 14/9.
Đúng 12AM KST ngày 13/9/2016,ca khúc chủ đề mang tên'' Mr Potter'' được đăng lên youtube và ca khúc ''The Love'' được đăng sau đó 1 ngày.Mini album bán được 13,518 bản

## Danh sách bài hát
| Phiên bản nhạc số | Phiên bản nhạc số                                         | Phiên bản nhạc số                            | Phiên bản nhạc số                       | Phiên bản nhạc số |
| STT               | Nhan đề                                                   | Phổ lời                                      | Phổ nhạc                                | Thời lượng        |
| ----------------- | --------------------------------------------------------- | -------------------------------------------- | --------------------------------------- | ----------------- |
| 1.                | "On the Way to Meet You" (7과 4분의3 (널+만나러+가는+길)) | Shaun Kim STAINBOYS Ki Hui-hyeon Baek Ye-bin | Shaun Kim STAINBOYS Ki Hui-hyeon        | 2:37              |
| 2.                | "Mr. Potter"                                              | Shaun Kim STAINBOYS                          | Shaun Kim STAINBOYS                     | 3:34              |
| 3.                | "Flower, Wind and You" (꽃, 바람 그리고 너; DIA Ver.)     | 똘아이박 Peterpan Ki Hui-hyeon               | 똘아이박 Peterpan                       | 3:21              |
| 4.                | "Artist" (화가; Hui-hyeon solo)                           | Ki Hui-hyeon                                 | 똘아이박 Peterpan Ki Hui-hyeon          | 3:06              |
| 5.                | "The Love..." (#더럽)                                     | 노는어린이 Yoon Young-min DIA                | 노는어린이 Yoon Young-min Kim Nam-young |                   |
| 6.                | "Mr. Potter" (Instrumental Ver.)                          |                                              | Shaun Kim STAINBOYS                     | 3:34              |
| 7.                | "The Love..." (#더럽; Instrumental Ver.)                  |                                              | 노는어린이 Yoon Young-min Kim Nam-young |                   |

| Phiên bản CD | Phiên bản CD                                                                                | Phiên bản CD                                 | Phiên bản CD                            | Phiên bản CD |
| STT          | Nhan đề                                                                                     | Phổ lời                                      | Phổ nhạc                                | Thời lượng   |
| ------------ | ------------------------------------------------------------------------------------------- | -------------------------------------------- | --------------------------------------- | ------------ |
| 1.           | "On the Way to Meet You" (7과 4분의3 (널+만나러+가는+길))                                   | Shaun Kim STAINBOYS Ki Hui-hyeon Baek Ye-bin | Shaun Kim STAINBOYS Ki Hui-hyeon        | 2:37         |
| 2.           | "Mr. Potter"                                                                                | Shaun Kim STAINBOYS                          | Shaun Kim STAINBOYS                     | 3:34         |
| 3.           | "Flower, Wind and You" (꽃, 바람 그리고 너; DIA Ver.)                                       | 똘아이박 Peterpan Ki Hui-hyeon               | 똘아이박 Peterpan                       | 3:21         |
| 4.           | "Flower, Wind and You" (꽃, 바람 그리고 너; Hui-hyeon hợp tác với Somi, Chungha và Yoojung) | 똘아이박 Peterpan Ki Hui-hyeon               | 똘아이박 Peterpan                       |              |
| 5.           | "The Love..." (#더럽)                                                                       | 노는어린이 Yoon Young-min DIA                | 노는어린이 Yoon Young-min Kim Nam-young |              |
| 6.           | "Mr. Potter" (Instrumental Ver.)                                                            |                                              | Shaun Kim STAINBOYS                     | 3:34         |
| 7.           | "The Love..." (#더럽; Instrumental Ver.)                                                    |                                              | 노는어린이 Yoon Young-min Kim Nam-young |              |

## Bảng xếp hạng

### Hàng tuần
| Bảng xếp hạng (2016)  | Vị trí cao nhất |
| --------------------- | --------------- |
| Album Hàn Quốc (Gaon) | 7               |